# Malleola sphingoides
Malleola sphingoides är en orkidéart som beskrevs av Johannes Jacobus Smith. Malleola sphingoides ingår i släktet Malleola och familjen orkidéer. Inga underarter finns listade i Catalogue of Life.